# Fani Čapalija
Fani Čapalija (...) è una modella croata.

## Biografia
È stata eletta Miss Croazia nel 1993. Ha rappresentato la Croazia a Miss Mondo 1993 il 27 novembre 1993, presso il Sun City Entertainment Centre di Sun City, in Sudafrica. Fani Čapalija si è classificata tra le finaliste.
In occasione del concorso di bellezza internazionale, Fani Čapalija ha ottenuto il titolo di Regina continentale d'Europa.